# Borzechów (gmina)
Pour les articles homonymes, voir Borzechów.
Borzechów est une gmina rurale (gmina wiejska) du powiat de Lublin, dans la Voïvodie de Lublin, dans l'est de la Pologne.
Son siège administratif (chef-lieu) est le village de Borzechów, qui se situe environ 26 kilomètres au sud-ouest de la capitale régionale Lublin (siège du powiat et capitale de la voïvodie).
La gmina couvre une superficie de 67,37 km2 pour une population de 3 807 habitants en 2006.

## Histoire
De 1975 à 1998, la gmina est attachée administrativement à l'ancienne Voïvodie de Lublin.

Depuis 1999, elle fait partie de la nouvelle voïvodie de Lublin.

## Géographie
La gmina inclut les villages de :
- Białawoda
- Borzechów
- Borzechów-Kolonia
- Dąbrowa
- Dobrowola
- Grabówka
- Kaźmierów
- Kępa
- Kępa Borzechowska
- Kępa-Kolonia
- Kłodnica Dolna
- Kłodnica Górna
- Kolonia Łopiennik
- Łączki-Pawłówek
- Łopiennik
- Ludwinów
- Majdan Borzechowski
- Majdan Radliński
- Majdan Skrzyniecki
- Osina
- Ryczydół
- Zakącie

### Gminy voisines
La gmina de Borzechów est voisine des gminy de :
- Bełżyce
- Chodel
- Niedrzwica Duża
- Urzędów
- Wilkołaz

## Structure du terrain
D'après les données de 2002, la superficie de la commune de Borzechów est de 67,37 kilomètres carrés, répartis comme telle :
- terres agricoles : 86 %
- forêts : 10 %

La commune représente 4,01 % de la superficie du powiat.

## Démographie
Données du 30 juin 2004 :
| Description        | Total  | Total | Femmes | Femmes | Hommes | Hommes |
| ------------------ | ------ | ----- | ------ | ------ | ------ | ------ |
| Unité              | Nombre | %     | Nombre | %      | Nombre | %      |
| Population         | 3 847  | 100   | 1 921  | 49,9   | 1 926  | 50,1   |
| Densité (hab./km²) | 57,1   | 57,1  | 28,5   | 28,5   | 28,6   | 28,6   |